# A birkózók
A birkózók Gustave Courbet francia festő alkotása, amely a Szépművészeti Múzeum gyűjteményének része, korábban Hatvany Ferenc gyűjteményébe tartozott.

## A festmény
Courbet 1853-ban festette a nagyméretű, 252 × 198 centiméteres olajképet, amely ma a Szépművészeti Múzeum gyűjteményének része. A festmény a Magyar Nemzeti Galéria D épületében, az első emeleten, a Delacroix-tól Vasarely-ig – Válogatás a Szépművészeti Múzeum 1800 utáni Nemzetközi Gyűjteményéből című kiállításon látható. Courbet bemutatta képét az 1853-as párizsi szalonon, de a kritika, elsősorban realizmusa miatt zömmel elutasító volt.
A kép helyszíne Párizs, a Diadalív mögötti lóversenytér; a fák lombjai közül előtűnik az építmény teteje. A kép fókuszában két összeakaszkodott birkózó áll. Az előtérben az atléták feszített küzdelme folyik, alakjaik mégis a mozdulatlanság, a merevség érzetét keltik. Courbet a mozgás helyett az erős, ám egyben meggyötört testek anatómiai részleteire helyezte a hangsúlyt, kiemelve a megfeszített izmokat, a duzzadt vénákat. A mögöttük elhelyezett tribünöket előkelő nézőközönség foglalja el – szembetűnő azonban, hogy a megmérettetés sokkal inkább a festmény nézőjének szól, mint az alig kivehető publikumnak – írta Kovács Zsófia művészettörténész.
A képet 2009-ben restaurálták, ettől színei ismét élénkké váltak. Ez segít kihangsúlyozni az előtér és a háttér eltérő festési technikáját: Courbet a műhelyben kidolgozott alakok környezetét általában szabadabb modorban festette meg. A birkózók éles kidolgozása és a háttérben szórakozó polgárok elmosódott arca társadalomkritikát is jelenthet: Courbet a szenvedő népre irányítja a figyelmet, nem a polgárságra. Ez megfelelne a III. Napóleon francia császár hatalomra jutását követő kiábrándultságnak.